# Артез де Беарн
Артез де Беарн (фр. Arthez-de-Béarn) је насељено место у Француској у региону Аквитанија, у департману Атлантски Пиринеји.
По подацима из 2011. године у општини је живело 1832 становника, а густина насељености је износила 65,62 становника/km².

## Демографија
| 1962. | 1968. | 1975. | 1982. | 1990. | 2011. |
| ----- | ----- | ----- | ----- | ----- | ----- |
| 1.218 | 1.399 | 1.529 | 1.546 | 1.640 | 1.832 |